# Fuyo
Fuyo Group (ja:芙蓉グループ,, Fuyō Gurūpu) är ett av Japans stora företagskonglomerat, keiretsu. Dess kärna var tidigare Fuji Bank, som sedan 2002 dock ingår i Mizuho Bank.
Fuyo bildades efter kriget ur resterna av ett tidigare konglomerat, Yasuda.